# Ткачук Марко Якович
Марко Якович Ткачук (28 березня 1907, село Любитів Волинської губернії, тепер Ковельського району Волинської області — 6 вересня 1962, місто Рівне) — український радянський і компартійний діяч. Депутат Верховної Ради СРСР 2—4-го скликань (1946—1958). Член Ревізійної Комісії КПУ в 1952—1954 роках. Кандидат у члени ЦК КПУ в 1954—1956 роках.

## Біографія
Народився в багатодітній родині залізничника Якова Івановича Ткачука. Мати, Ганна Федорівна, була домогосподаркою. Під час Першої світової війни родину евакуювали до Звенигородського повіту Київської губернії. У 1917 році закінчив початкову школу на Звенигородщині.
У 1918 році повернувся на Волинь, вчився у залізничних школах на станціях Ківерці та Рівне. У 1921 році закінчив семирічну школу в місті Ковелі. З 1921 року наймитував, працював робітником на залізниці та на лісопильному заводі в селі Любитів.
У 1923—1929 роках — на навчанні в Кременецькій учительській семінарії та гімназії. Працював учителем народної школи в місті Кременець Волинського воєводства Польщі.
Екстерном склав іспити за гімназію та в 1930 році вступив до Варшавського університету, декілька разів переривав навчання через матеріальні нестатки, поновлювався в університеті, але навчання не закінчив через початок Другої світової війни в 1939 році.
У вересні 1939 року повернувся з Варшави до рідного села Любитів, був обраний головою сільського революційного комітету. Наприкінці 1939 року переїхав вчителювати до міста Крем'янця.
У 1940—1941 роках — директор Кременецької середньої школи № 8 Тернопільської області. У червні 1941 року був евакуйований до Ворошиловградської області, працював учителем.
З жовтня 1941 по 1944 рік — у Червоній армії, учасник німецько-радянської війни. Служив старшим лейтенантом будівельної колони № 67 військ НКВС СРСР, працював на будівництві воєнних споруд.
У 1944—1945 роках — викладач курсів перепідготовки вчителів, завідувач Кременецького міського відділу народної освіти Тернопільської області.
У грудні 1945—1946 роках — голова виконавчого комітету Микулинецької районної ради депутатів трудящих Тернопільської області.
Член ВКП(б) з 1946 року.
У листопаді 1946 — січні 1949 року — заступник голови виконавчого комітету Тернопільської обласної ради депутатів трудящих.
У січні 1949 — вересні 1951 року — голова виконавчого комітету Тернопільської обласної ради депутатів трудящих.
У вересні 1951 — вересні 1952 року — слухач річних курсів при ЦК ВКП(б) у Москві.
У вересні 1952 — січні 1956 року — голова виконавчого комітету Волинської обласної ради депутатів трудящих.
У 1956—1961 роках — начальник управління культури при виконавчому комітеті Ровенської обласної ради депутатів трудящих.
З 1961 року — на пенсії в місті Ровно (Рівне). Помер 6 вересня 1962 року після важкої хвороби.

## Родина
Дружина, Ольга Семенівна, була письменницею. Син Володимир працював інженером, дочка Оксана — вчителем французької мови.

## Нагороди
- орден «Знак Пошани» (23.01.1948)
- медаль «За перемогу над Німеччиною у Великій Вітчизняній війні 1941—1945 рр.»
- медаль